# Almenara (fogo)
Almenara é um termo que designa uma estrutura vertical projectada pelo homem, intencionalmente visível como sinal de aviso para toda uma província, costa, castelo, etc. Nessa torre era aceso um facho para dar sinal a longas distâncias. Do árabe al-manara, o termo é comummente empregue para designar as torres de mesquitas (Alcorana, Almádena, Minar, Minarete). Consistia numa torre de vigilância, localizada numa muralha ou numa zona geográfica elevada, que servia como um sistema de comunicação a longas distâncias, normalmente construídos nos merlões das torres ou num lugar alto de um castelo.